# Belgrandiella krupensis
Belgrandiella krupensis е вид охлюв от семейство Hydrobiidae.

## Разпространение и местообитание
Видът е разпространен в Хърватия.
Обитава сладководни басейни и реки.